# Char-Bangla-Tempel

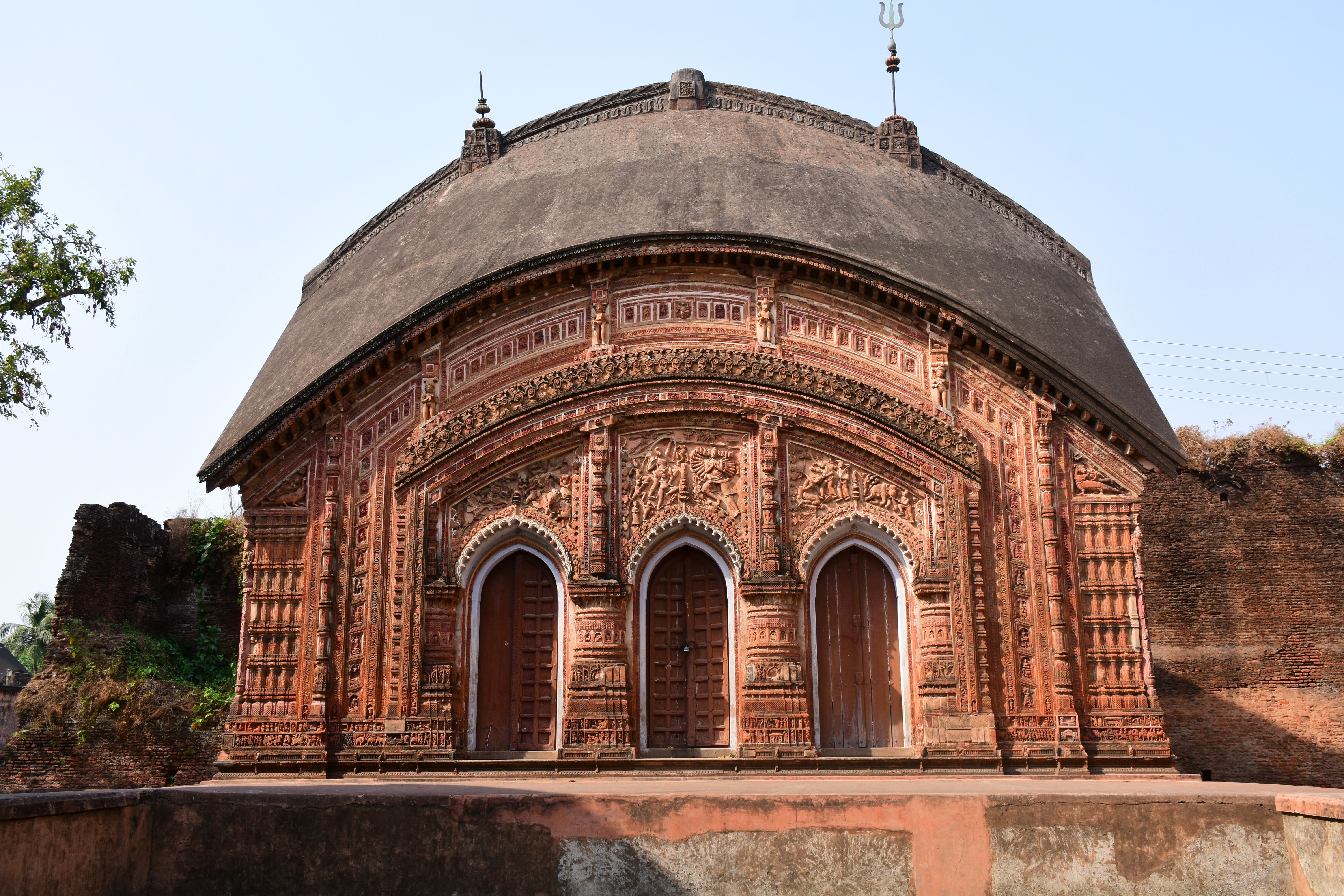
Char-Bangla-Tempel mit Terrakotta-Dekor

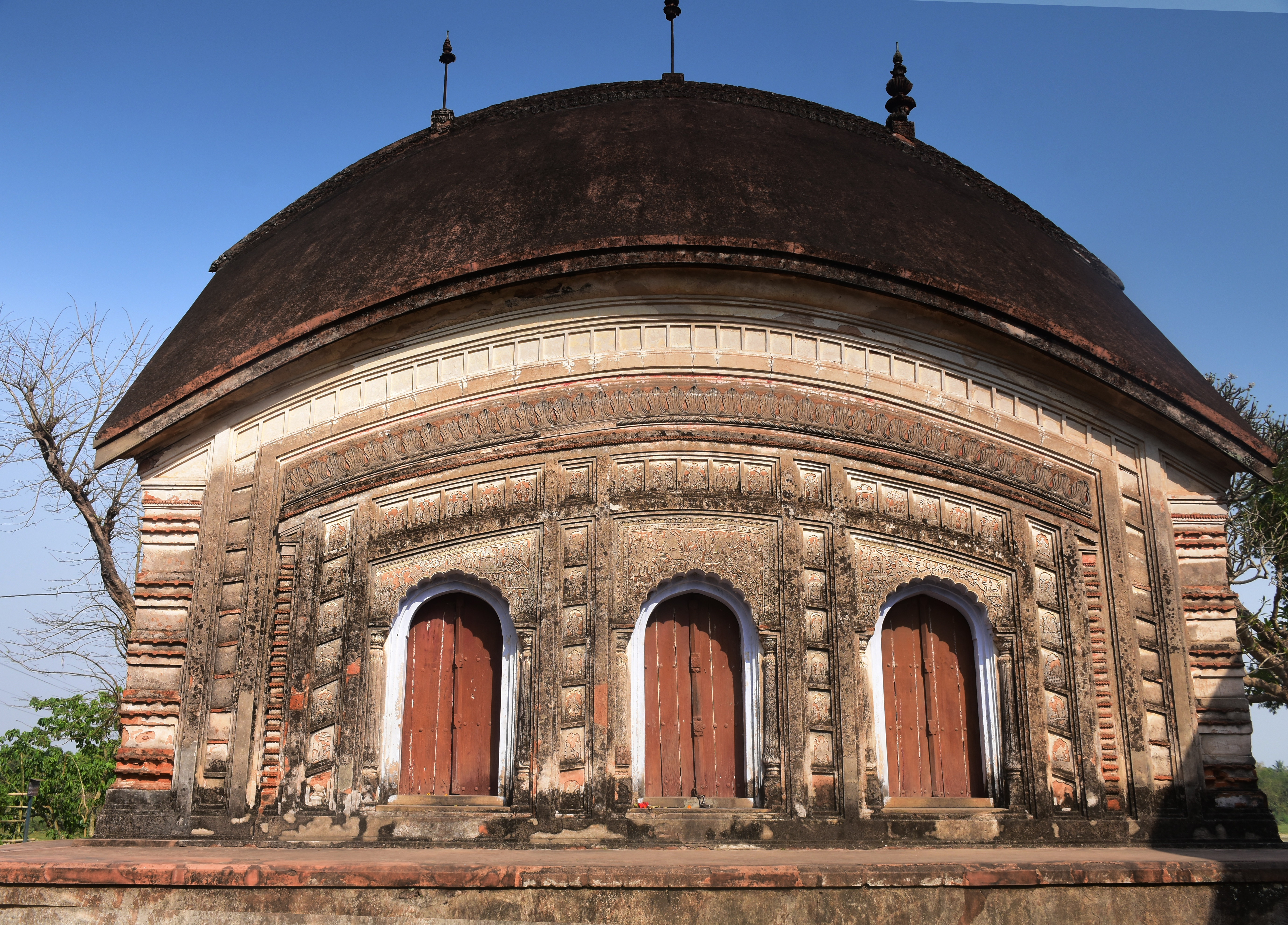
Eher schmuckloser Tempel

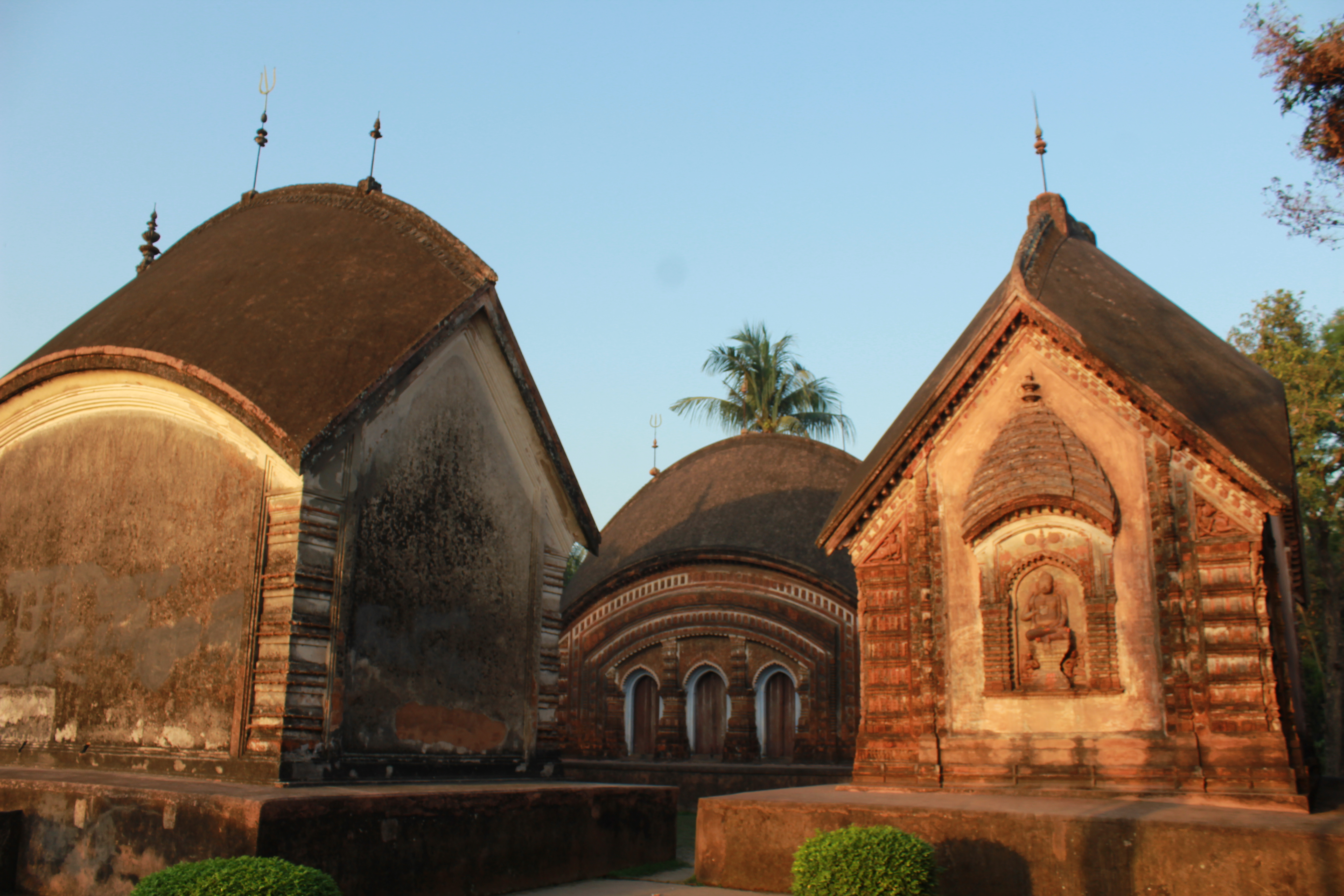
Anordnung der Tempel

Die Char-Bangla-Tempel bei der Stadt Murshidabad im ostindischen Bundesstaat Westbengalen bilden eine Gruppe von vier, um einen quadratischen Hof von jeweils etwa 10 m Seitenlänge herum angeordneten Bengalischen Tempeln.

## Lage
Die Char-Bangla-Tempel befinden sich im ca. 230 km (Fahrtstrecke) nördlich der Millionenstadt Kalkutta am Hugli-River, einem Seitenarm des Ganges, gelegenen Dorf Baranagar in einer Höhe von etwa 20 m. Von Murshidabad aus sind sie am besten per Boot zu erreichen. Ehemals lagen die Tempel etwa 1 km vom Fluss entfernt; heute befinden sie sich unmittelbar an seinem Westufer und sind durch Verlagerungen des Flussbetts bedroht.

## Geschichte
Die vier Ziegelstein-Tempel wurden in den Jahren zwischen 1755 und 1760 von der in Natore (heute Bangladesch) lebenden und seit 1748 verwitweten Brahmanentochter und Großgrundbesitzerin (zamindari) Rani Bhabani (ca. 1716–1803) gestiftet und fertiggestellt. Ursprünglich soll sie 108 Tempel erbaut haben, doch sind nahezu alle verschwunden.

## Architektur
Die Bauweise aller vier Tempel ist nahezu identisch – sie stehen auf Podesten, haben seitlich und an allen vier Ecken heruntergezogene Dächer im do-chala-Typus sowie dreiportalige Eingänge, hinter denen sich jeweils eine Vorhalle mit seitlich ansetzenden Umgängen verbirgt. Den Kern eines jeden Tempels bilden drei außen wie innen schmucklose Cellae (garbhagrihas) mit Shiva-Lingams.

## Ornamentik
Zwei der Tempel verfügen über eine reiche Terrakotta-Ornamentik mit mythologischen Szenen im Bereich der Portale. Darin sind sowohl Hindu-Göttinnen (z. B. Ganga und Yamuna) als auch menschliche und tierische Figuren zu finden.

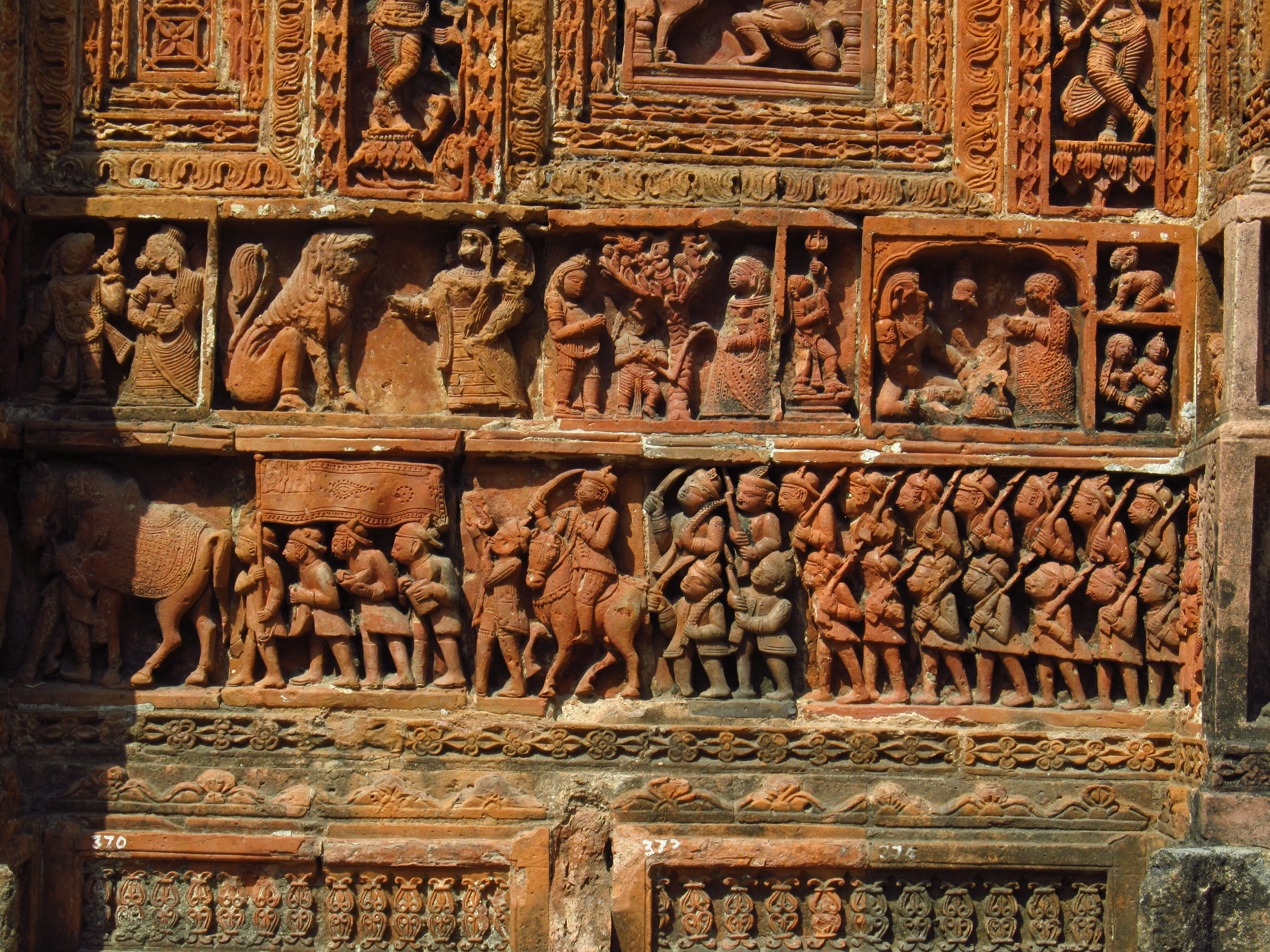
Terrakotta-Dekor (Feldzug)
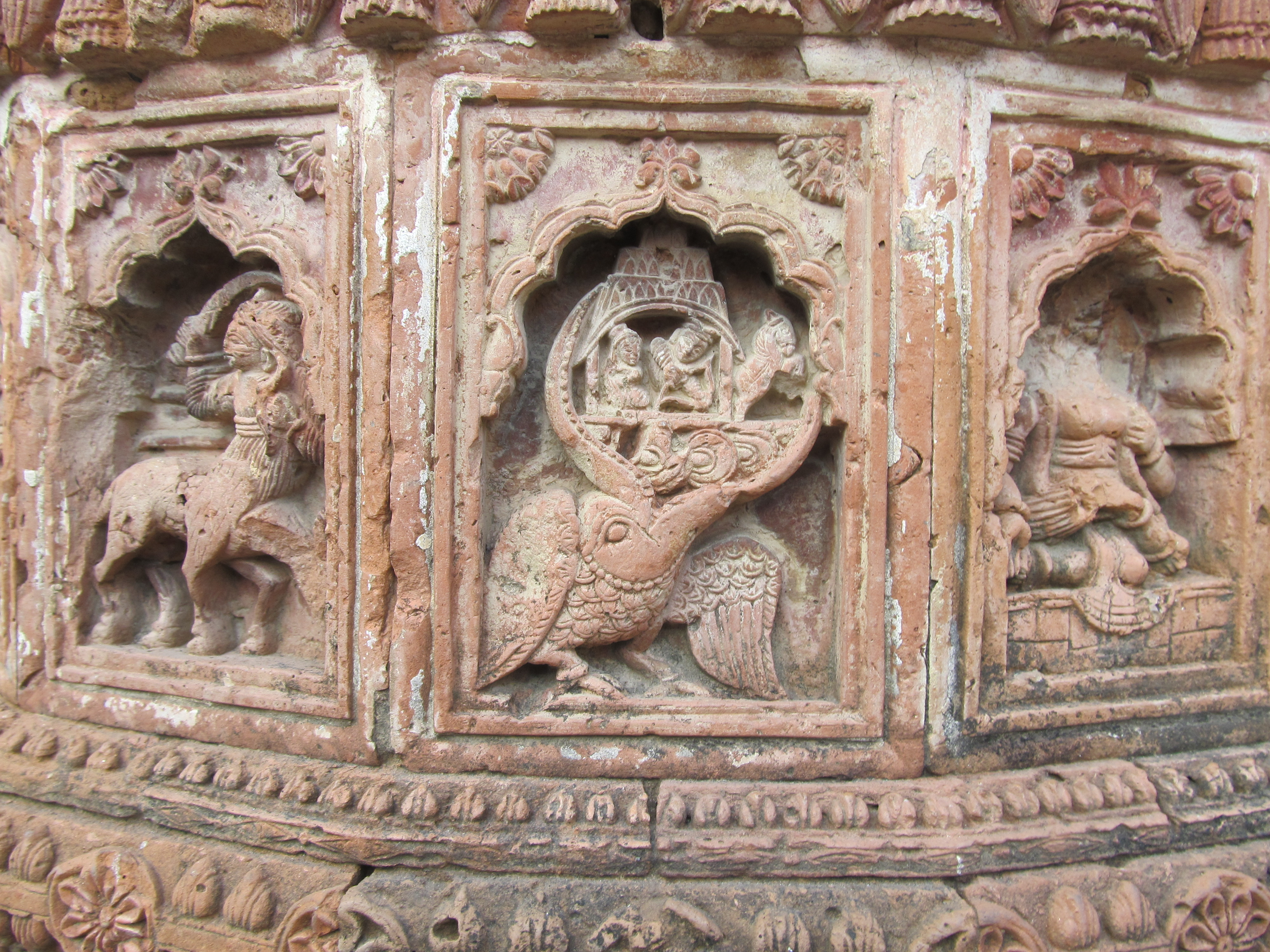
Terrakotta-Dekor mit mythologischen Szenen
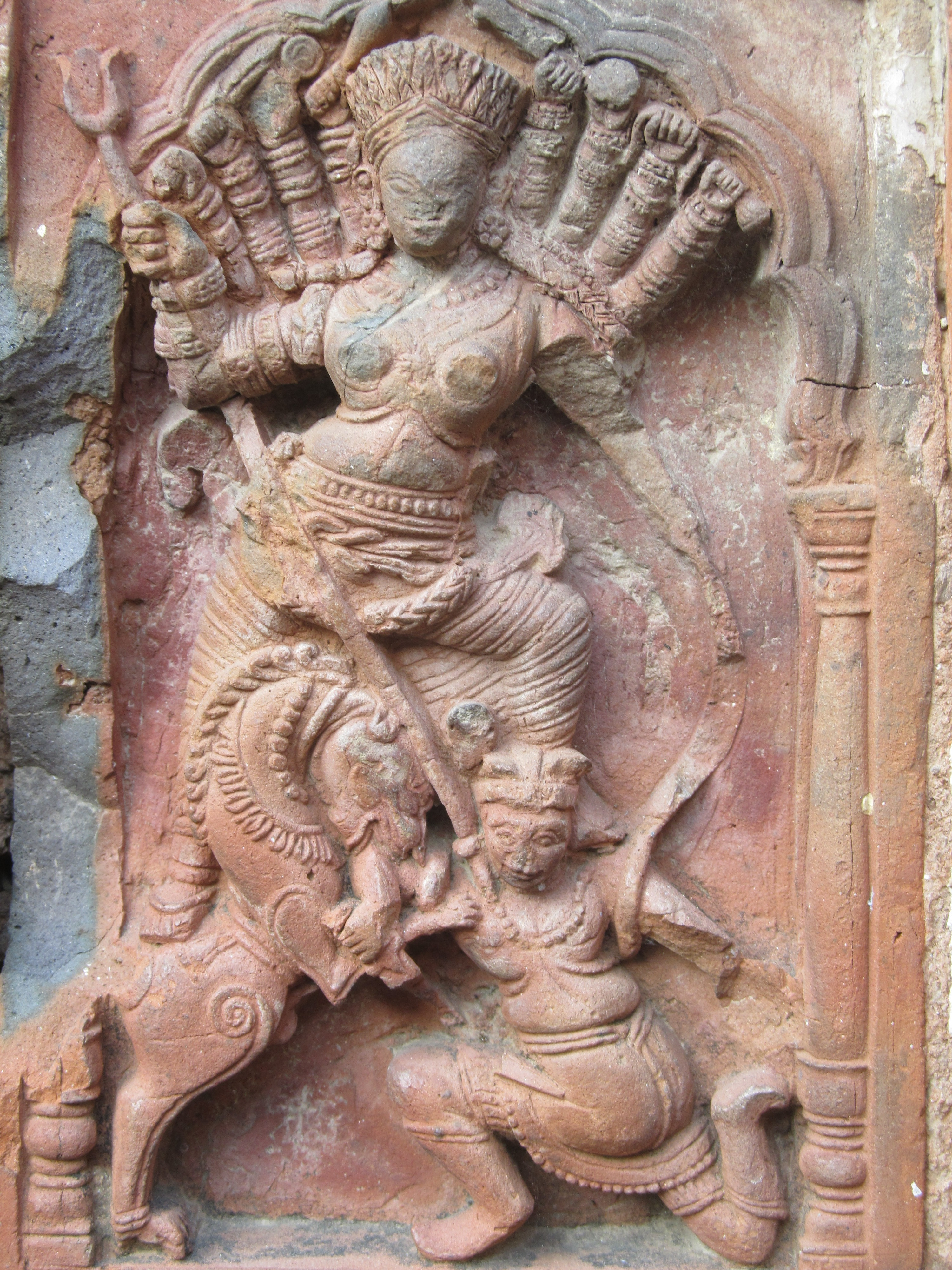
Göttin Durga tötet einen Dämon
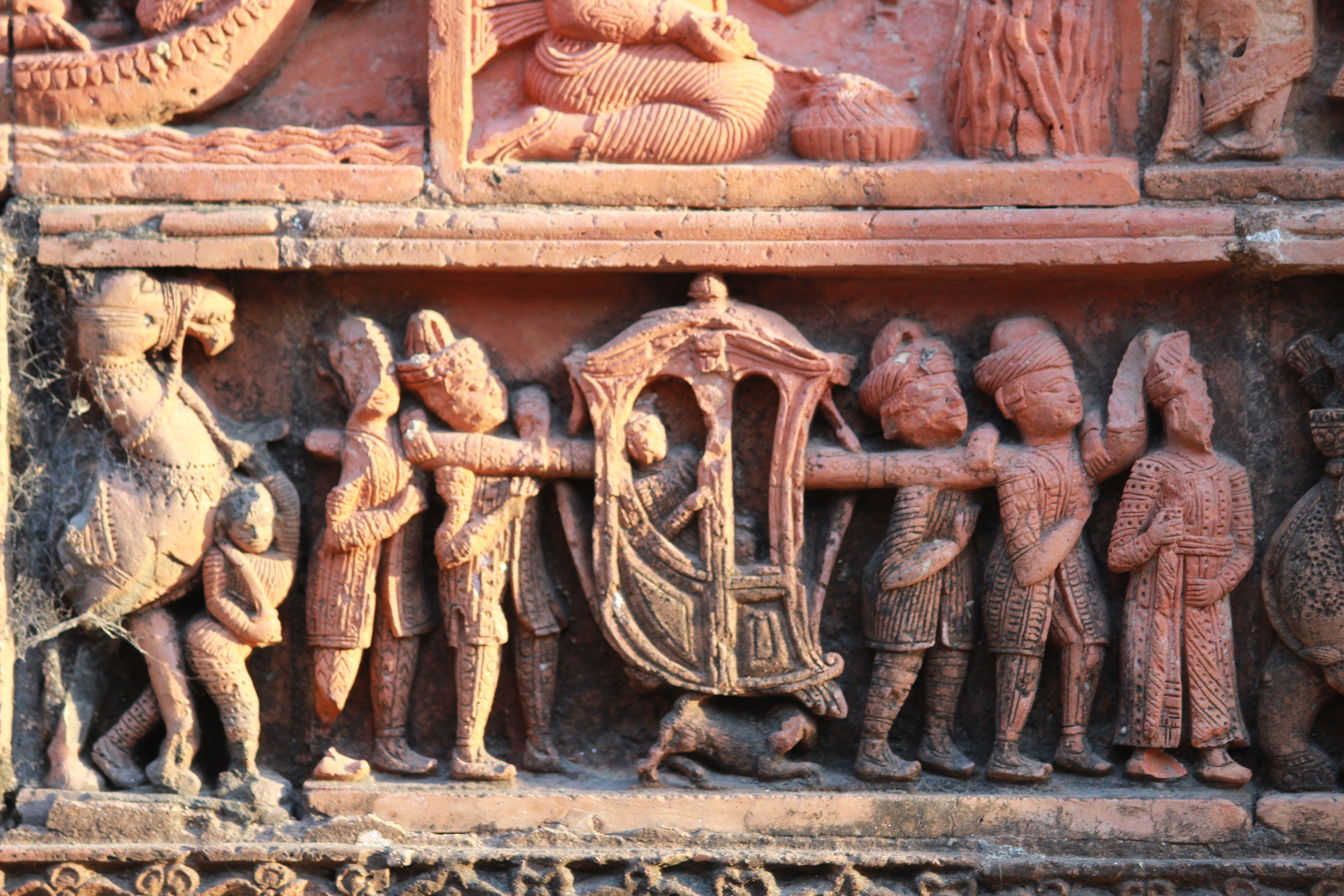
Sänftenträger
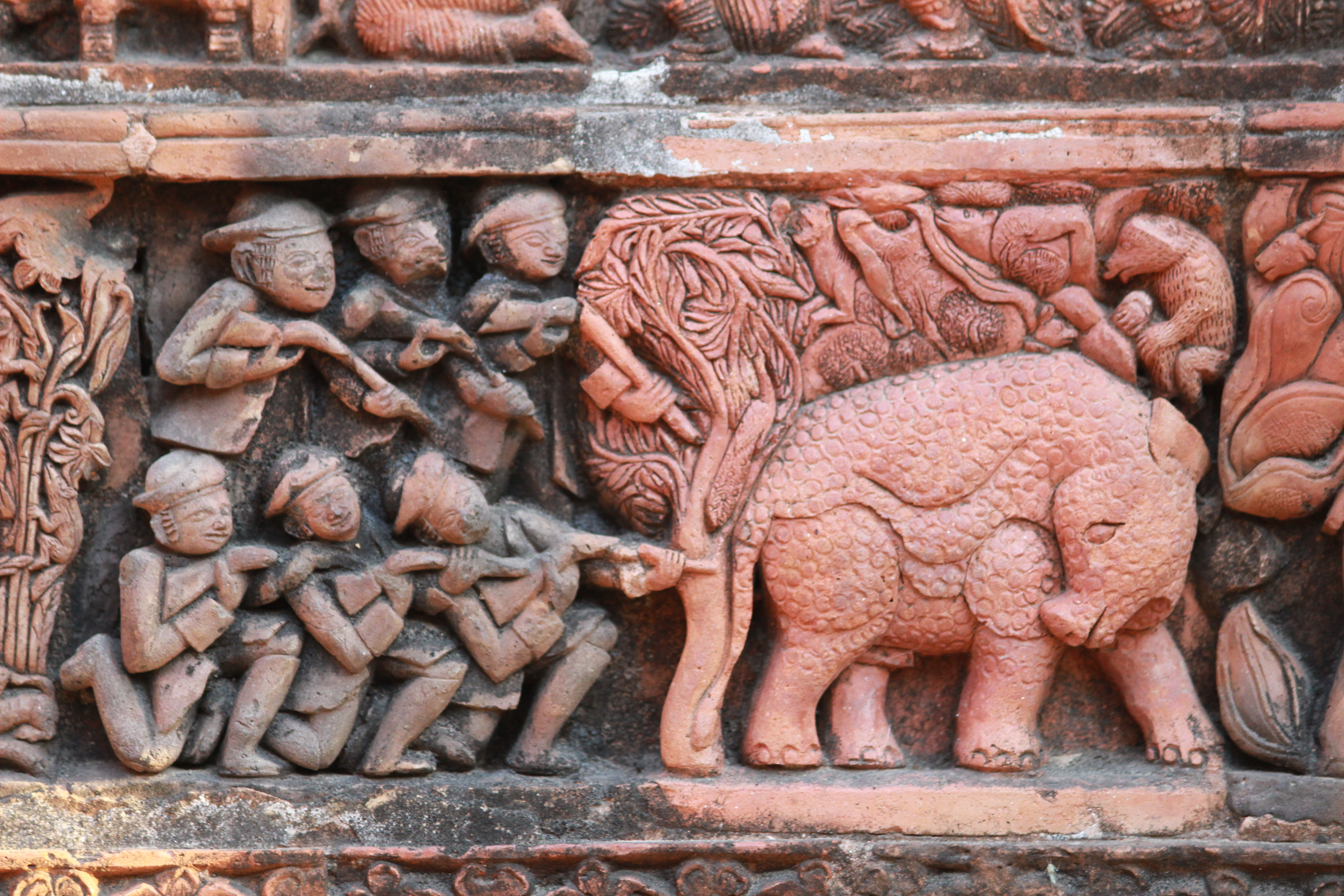
Bärenjagd
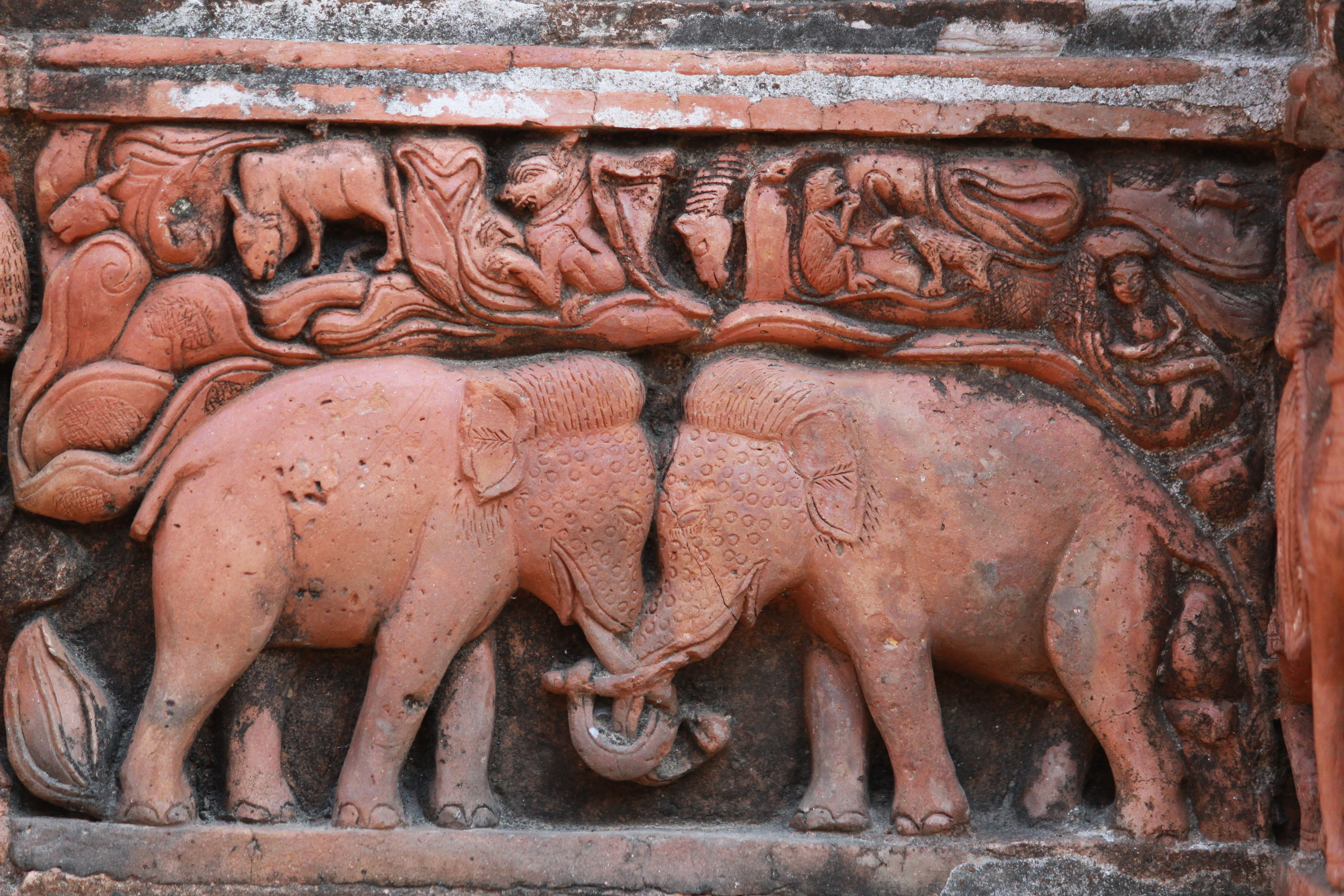
Elefantenkampf